# 零面體
零面體（zerohedron）是一種多面體，通常指沒有任何面的三維幾何結構。其可以是無法定義出面，又或者是結構中不存在面的三維幾何形式。在核物理學的相關文獻中，零面體允許存在頂點，然而在一些較嚴謹的數學文獻中，零面體的頂點也是無法被定義的。
零面體可以視為零邊形或零角形在三維空間的推廣。對於面、邊與頂點都不存在的形式則稱為空多胞形。

## 核物理學
在核物理學中，有時會將無法成為多面體的核殼層結構稱為零面體。例如，部分文獻將由2個粒子組成的結構之形狀以零面體描述，其由2個頂點、1條邊和0個面組成。這種結構下的零面體無法緊密堆積，就算與其他多面體結構共同堆積也無法形成平衡的幾何結構。
|  |

## 對偶多面體
根據對偶多面體的定義，若一個多面體的頂點能對應到另一個多面體的面，且每個與兩頂點相連的邊能對應到與兩面相鄰的邊，則這兩個多面體互為對偶多面體。而根據核殼層結構論文，其指出這種結構地零面體有2個頂點、1條邊和0個面，依照對偶多面體的定義，面和頂點將交換，其對偶多面體將會存在0個頂點、1條邊和2個面，這種結構可以視作是一種多邊形二面體的球面鑲嵌，由一條邊將球面分割成2個面，但不存在頂點，因此其面可以視為是一種0個頂點和1條邊組成的零角形。